# Enicospilus hacha
Enicospilus hacha là một loài tò vò trong họ Ichneumonidae.